# 五甲基钽
五甲基钽是一种有机钽化合物，化学式为Ta(CH3)5，它有可能在熔化时爆炸。它可由五氯化钽和二甲基锌的反应制得。它可以和甲基锂反应，生成[Ta(CH3)6]−或[Ta(CH3)7]2−。它和一氧化氮反应，得到二聚体{TaMe3[ON(CH3)NO]2}2。